# Nomos Achaja

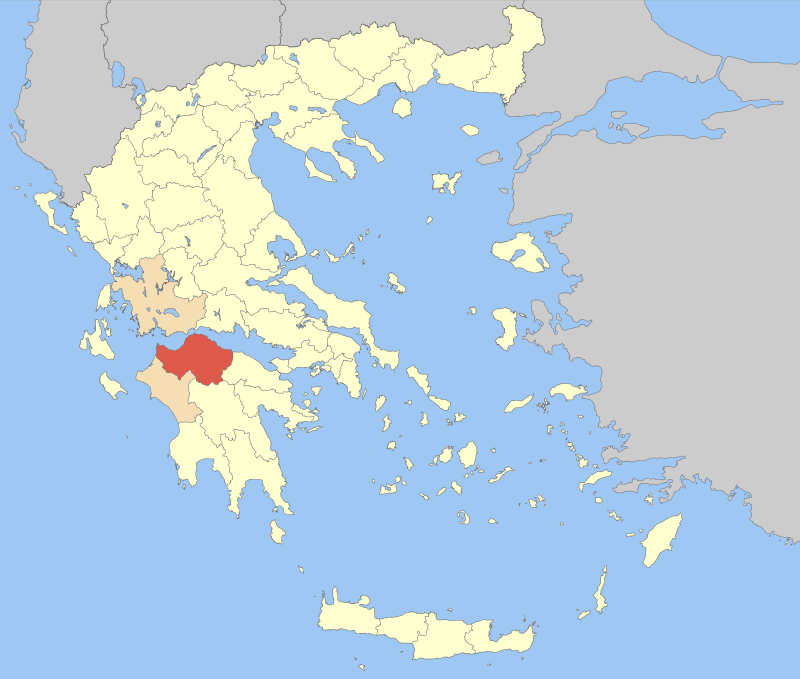
Nomos Achaja

Achaja (Αχαΐα) – kraina historyczna i do końca 2010 roku nomos (nowogr.: Νομός Αχαΐας) w Grecji Zachodniej, w północnej części Peloponezu, ze stolicą w Patras. Graniczył z nomosami: Koryntia, Arkadia (region administracyjny Peloponez) i Elida (Grecja Zachodnia). Powierzchnię 3271 km², zamieszkuje około 331 tys. osób (stan z 2005).

## Warunki naturalne
Achaja położona jest na północy nad Zatoką Patraską od zachodu, i nad Zatoką Koryncką od wschodu (zatoki Morza Jońskiego rozdziela Cieśnina Riońska). Na południu Achaja jest ograniczona łańcuchami górskimi: Erymant (2224 m n.p.m.) od zachodu, oraz Aroania (2341 m n.p.m.) od wschodu. W pobliżu Patras masyw Panachajko (1926 m n.p.m.). Klimat typowo śródziemnomorski z upalnymi, suchymi latami i łagodnymi zimami.

## Historia

Peloponez w okresie klasycznym (wersja interaktywna)

W starożytności Achaję zamieszkiwał grecki lud Achajów o bliżej nie ustalonym pochodzeniu. Przypuszcza się, że Achajowie mogli przybyć na te tereny z południowej Tesalii. Homer używa jednak tej nazwy często w odniesieniu do wszystkich greckich żołnierzy, a w Przeglądzie Okrętów w Iliadzie w odniesieniu do mieszkańców Argos i Tyrynsu w Argolidzie (co stało się powodem wysunięcia innej hipotezy, że Achajowie zostali wyparci stamtąd przez Dorów).
W czasach Cesarstwa rzymskiego Achaja wraz z całym Peloponezem, Attyką i terenami przy północnych brzegach Zatoki Korynckiej należała do rzymskiej prowincji Achaja. Następnie znalazła się we władzy Bizancjum.
W XIII wieku krzyżowcy założyli tu Księstwo Achai. W kolejnych wiekach władzę sprawowali tu Turcy osmańscy (przejściowo – w XVI i XVII wieku także Wenecjanie), aż do włączenia Achai do niepodległej Grecji w 1830.

## Rolnictwo
Uprawa winorośli, owoców cytrusowych i oliwek. Hodowla kóz i owiec. Nad Zatoką Koryncką ryby.
8 km na południowy wschód od Patras – Achaja-Clauss (nowogr. Αχάια Κλάους), Wytwórnia i Piwnice Win (rok założenia 1861), najstarsze i jedno z największych przedsiębiorstw tej branży w Grecji, wytwarza rocznie około 30 mln litrów wina (z winogron pochodzących z winnic całego kraju). 60 419 ha winnic na Peloponezie jest największym regionem winiarskim w Grecji.

## Turystyka
Bardzo urozmaicona rzeźba terenu, czyste plaże nadmorskie Zatoki Korynckiej, lasy i winnice, pamiątki historyczne i kultury oraz etnografia, sprawiają, że Achaja jest jednym z najatrakcyjniejszych regionów Grecji.

## Galeria

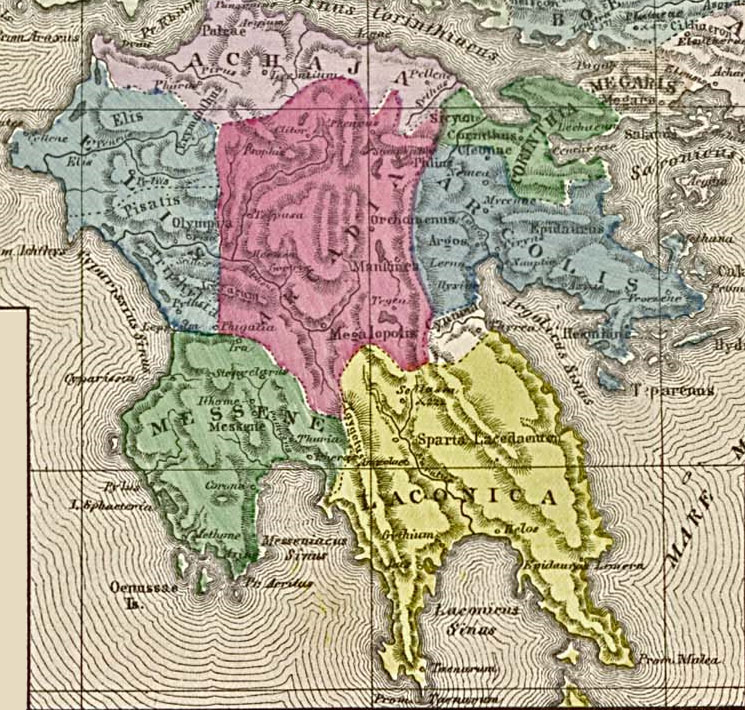
Achaja antyczna -z atlasu z 1884
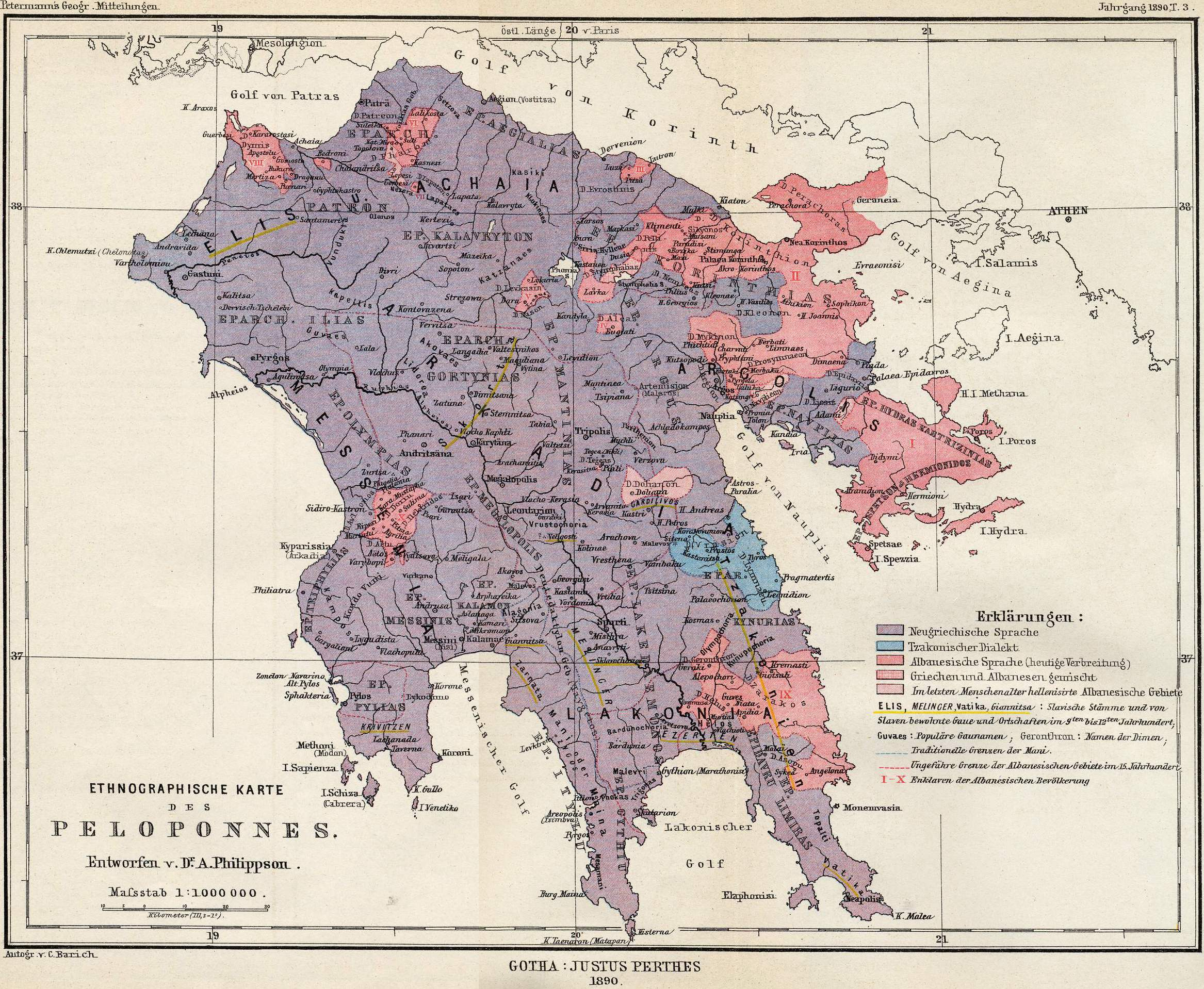
Mapa etnograficzna Peloponezu, 1890
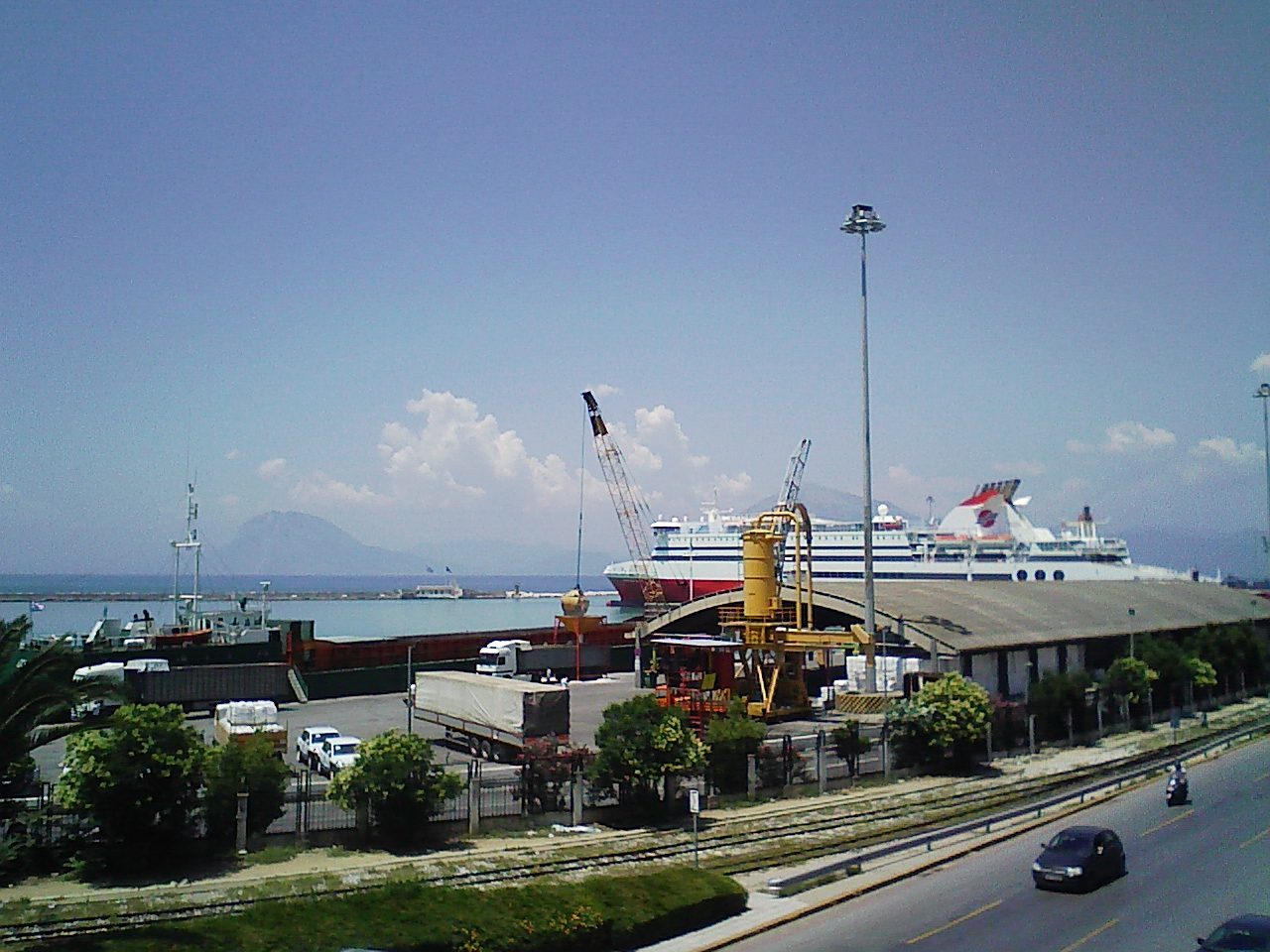
Port w Patras
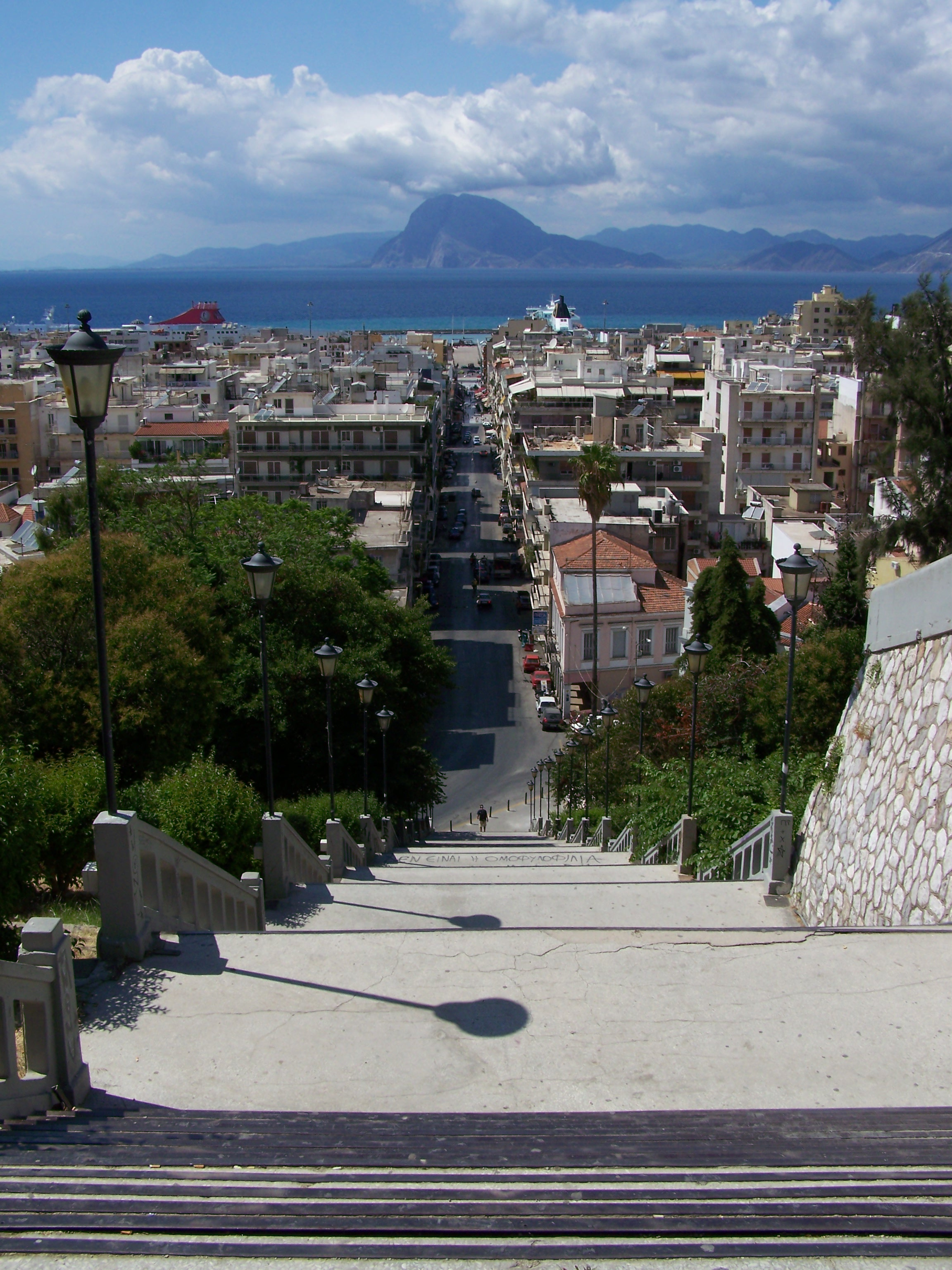
Panorama Patras
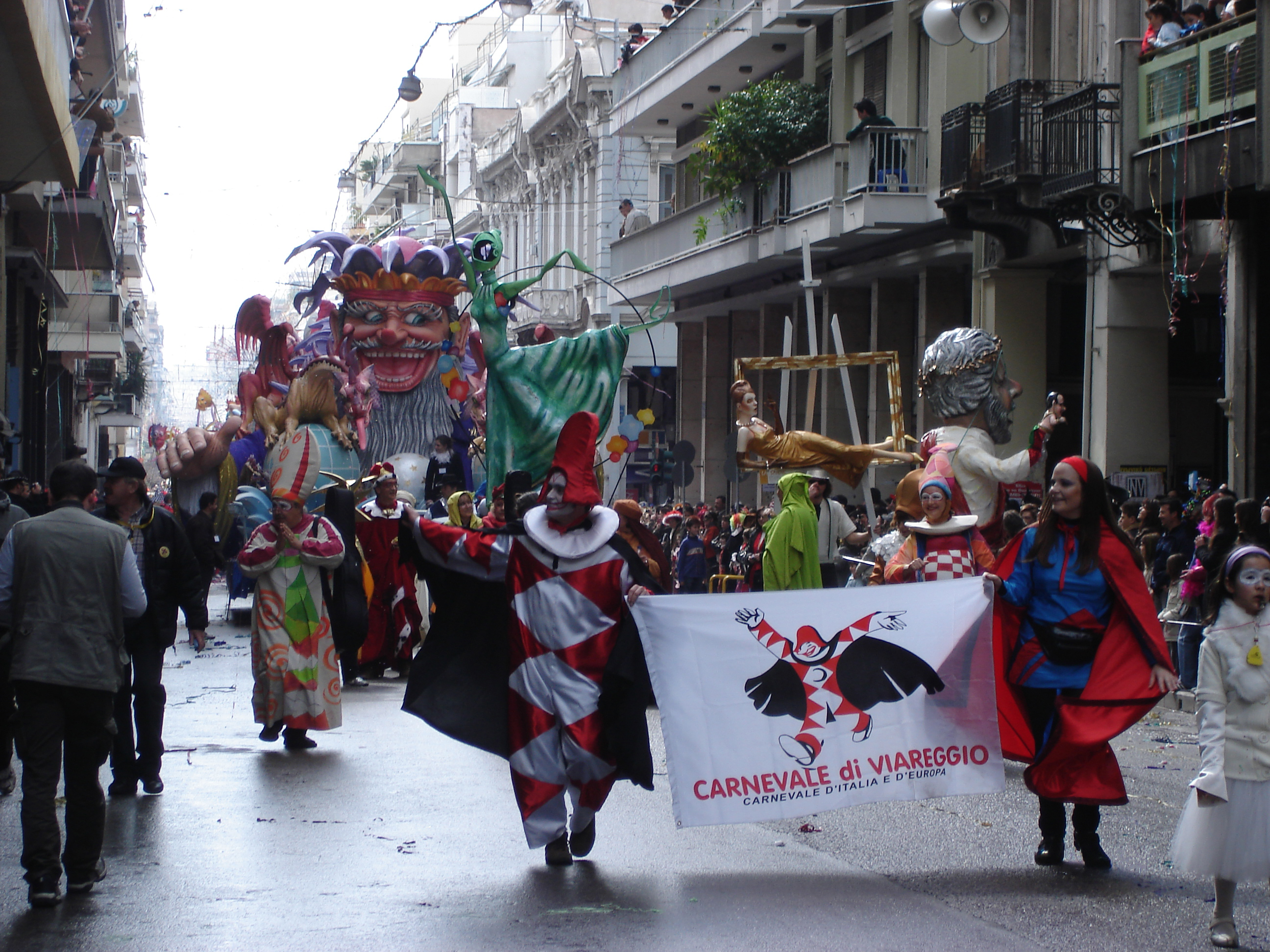
Karnawał w Patras
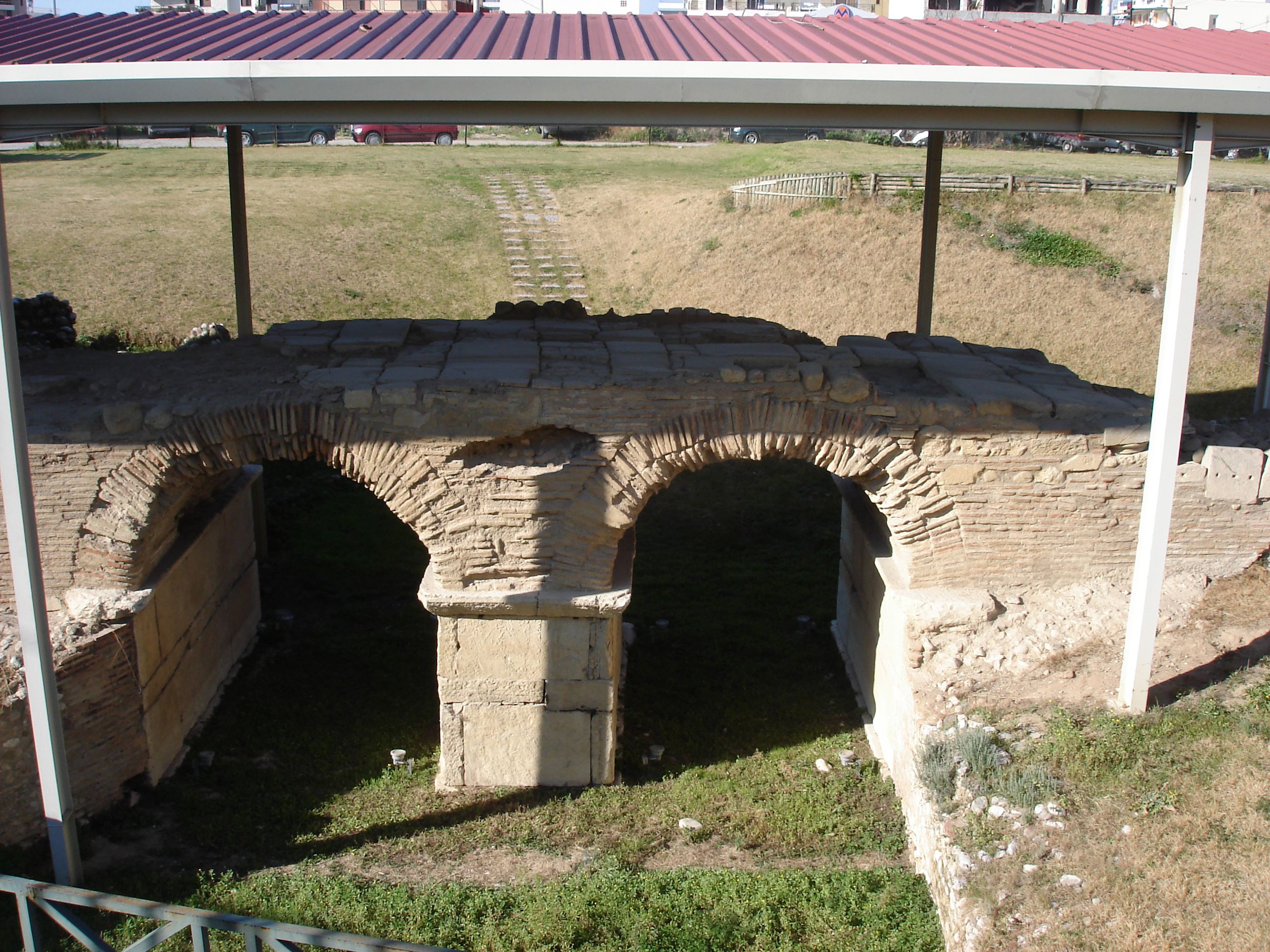
Patras. Akwedukt rzymski
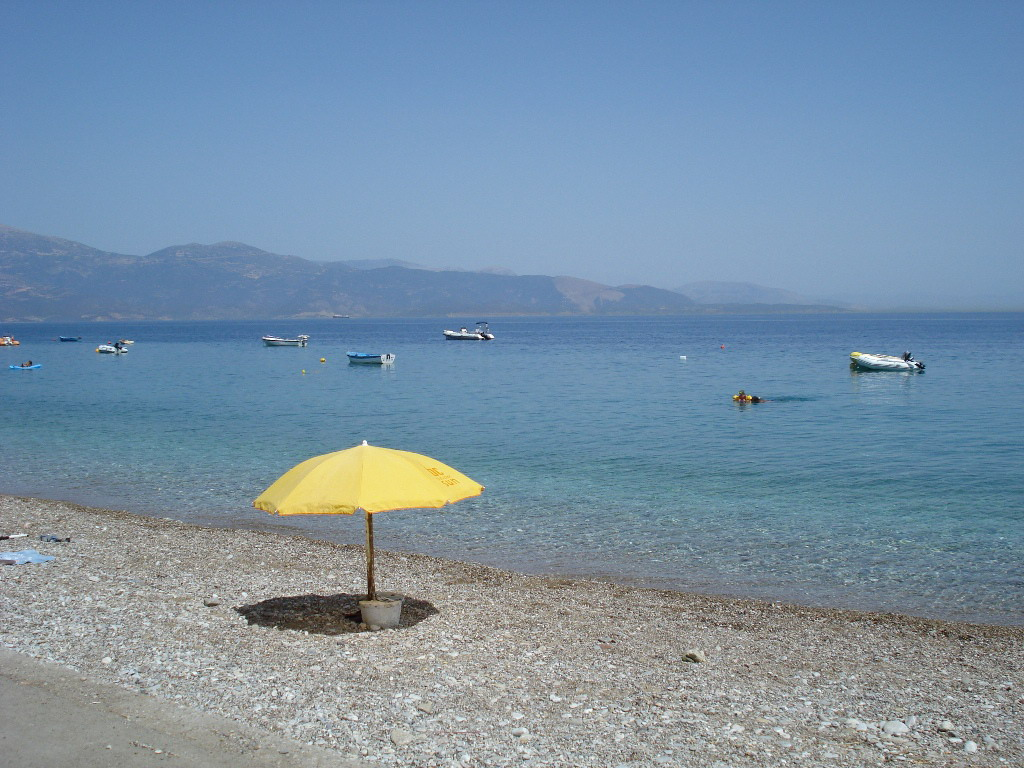
Plaża w Selianitice
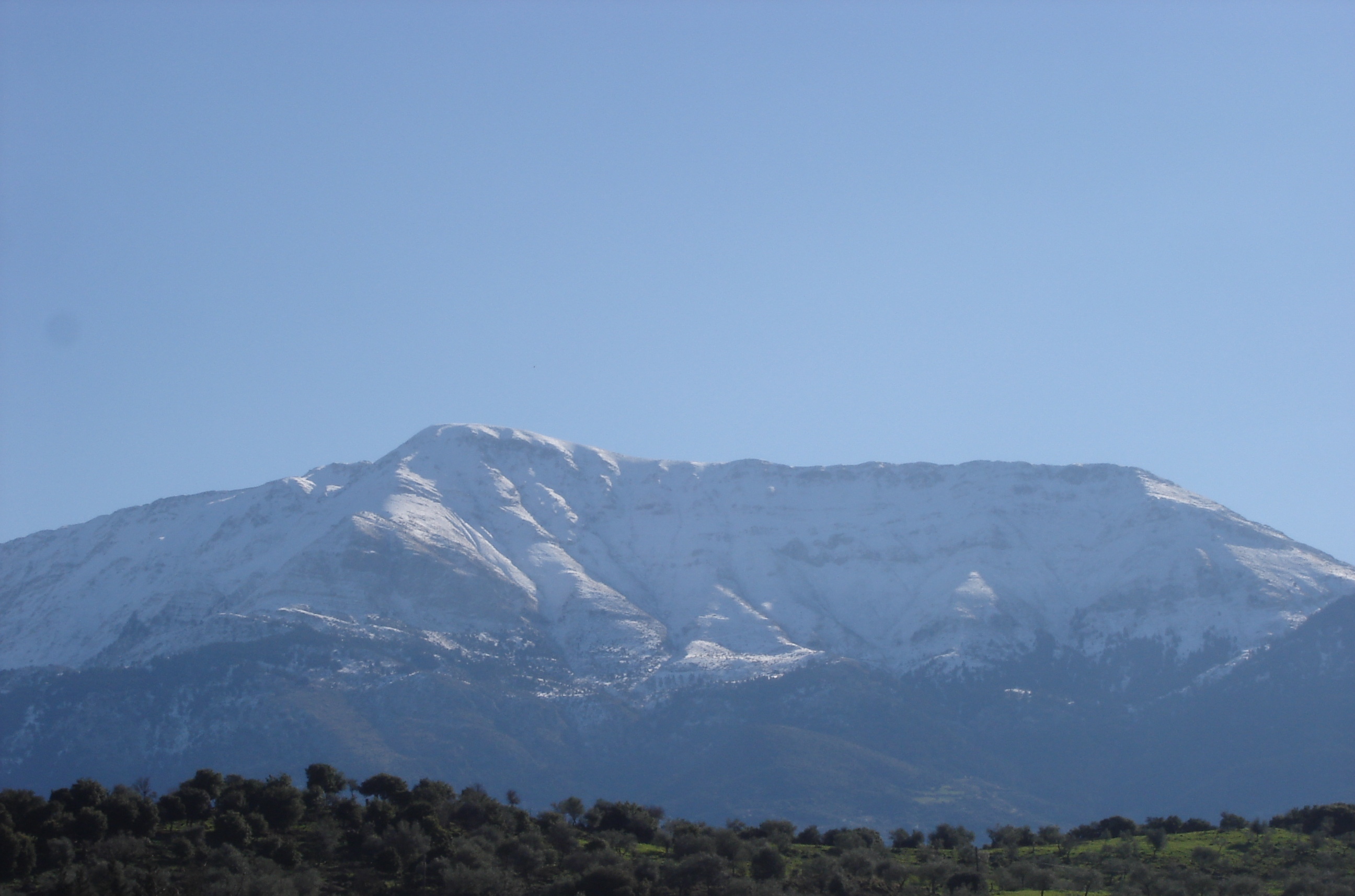
Masyw Erymanthos (2224 m n.p.m.)
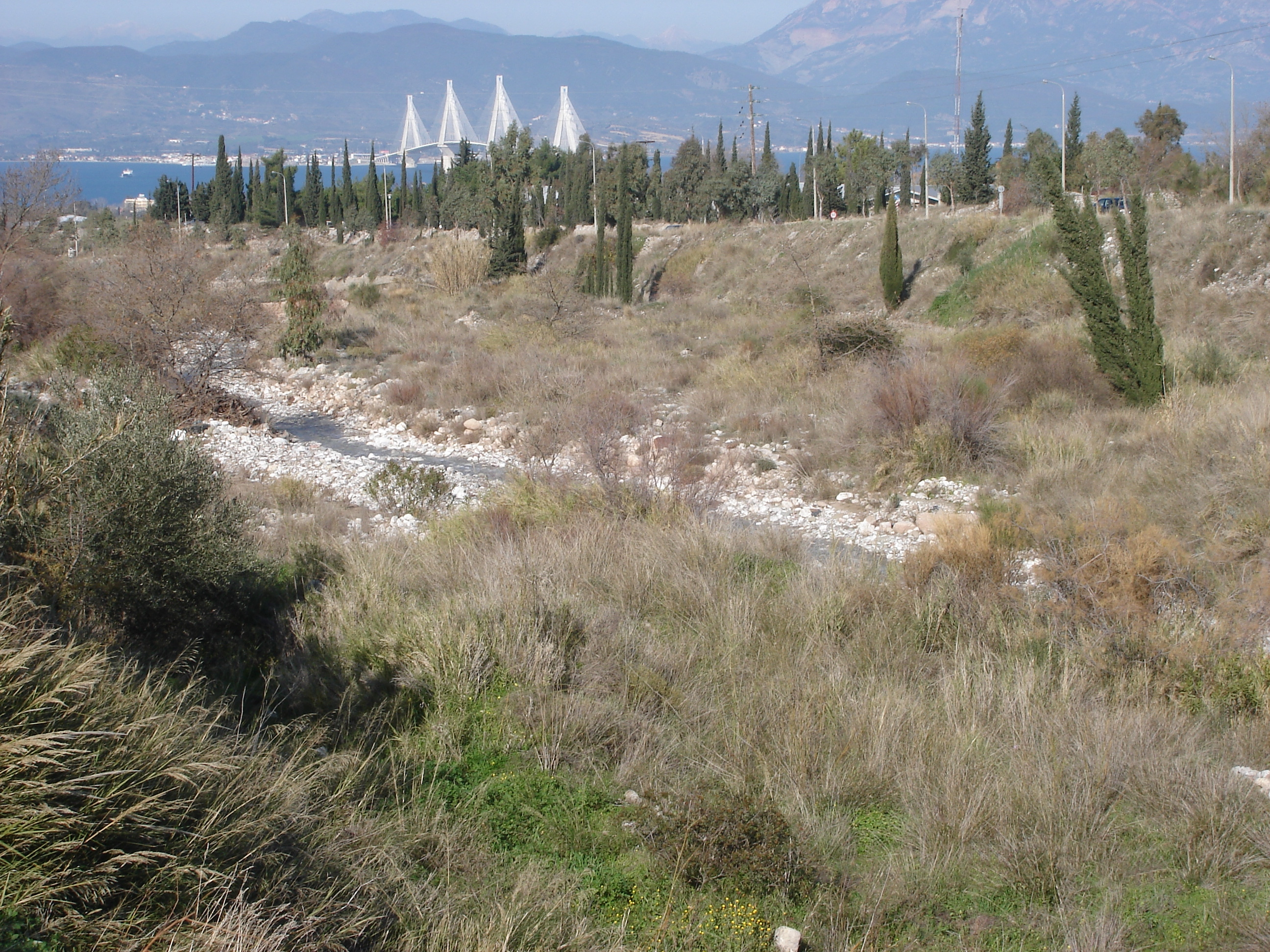
Achaja. W oddali most Rio-Andirio
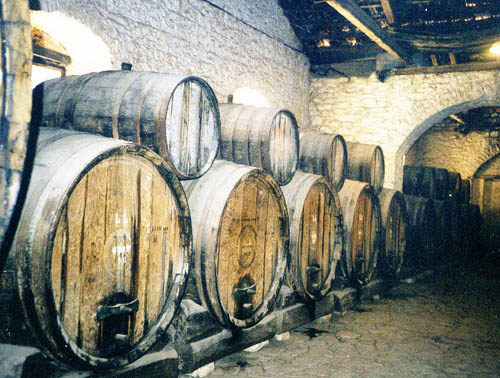
Achaja Clauss. Piwnica Cesarska z winem Mawrodafni